# Союз-У
Союз-У е ракета носител, подобрена версия на ракетата Союз от фамилията Р-7. Союз-У замени по-старите версии на ракетата Союз, както и ракетата Восход. Союз-У може да изстрелва както пилотирани, така и непилотирани космически апарати. Ракетата все още се използва, предимно за изстрелване на капсулите Прогрес. След влизането в употреба на Союз-2, Союз-У ще бъде спряна от производство.

## Версии
Союз-У/Икар – използва трета степен Икар и може да изстрелва товари с маса 750 кг – 3920 кг в орбити между 250 и 1400 км. Степента Икар е по-слаба от Фрегат, но по-точна и може да работи повече време автономно.
Союз-У/Фрегат – използва трета степен Фрегат.
Союз-У2 – използва синтетичен керосин. Ракетата не се използва вече.
Союз-У послужи като платформа за разработка на Союз-ФГ.

## Предишни полети
|                    | Союз-У          | Союз-У2          |
| ------------------ | --------------- | ---------------- |
| Степени            | 2++++           | 2++++            |
| Полети             | 714             | 88               |
| Неуспешни          | 18              | 2                |
| Частично неуспешни | 1               |                  |
| Успешни            | 695             | 86               |
| Надеждност         | 97,34%          | 97,73%           |
| Първи полет        | 18 май 1983     | 28 декември 1982 |
| Последен полет     | 5 февруари 2008 | 3 септември 1995 |
| Статут             | Активна         | Неактивна        |

## Планирани полети
| Дата              | Версия | Космодрум | Товар        | Бележки                   |
| ----------------- | ------ | --------- | ------------ | ------------------------- |
| 14 май 2008       | Союз–У | Байконур  | Прогрес М-64 | Снабдяване МКС с провизии |
| 12 август 2008    | Союз–У | Байконур  | Прогрес М-65 | Снабдяване МКС с провизии |
| 11 септември 2008 | Союз–У | Байконур  | Прогрес М-66 | Снабдяване МКС с провизии |
| 26 ноември 2008   | Союз–У | Байконур  | Прогрес М-67 | Снабдяване МКС с провизии |
| 2008              | Союз–У | Байконур  | Лиана        | Радиоастрономия           |